# The Barbarians
The Barbarians è un film del 1987 diretto da Ruggero Deodato.

## Trama
La tribù dei Ragnicks, composta da girovaghi e artisti di strada, in epoche antiche ha barattato enormi ricchezze per ottenere un magico rubino che racchiude il potere della musica, della gioia e della bontà. Il truce Kadar cerca di impossessarsi della pietra ma durante l'inseguimento la regina Canary la consegna al fido Greyschaft perché la nasconda in un luogo sicuro.
Una volta catturata, la regina ottiene che la vita dei gemelli Kutchek e Gore, rei di aver ferito Kadar, venga risparmiata in cambio della sua totale obbedienza al malvagio tiranno, il quale non esita a rinchiuderla nel suo harem e a condannare i bambini a una vita di sofferenze e fatiche nelle cave di Talchet, sotto il controllo del Signore della polvere.
Ma una volta cresciuti, i due orfani che un tempo erano stati accolti dalla pacifica tribù dei Ragnicks, si rivelano due barbari, uomini dal fisico forte ma dalla mente semplice, impavidi e sconsiderati in egual misura, capaci di ribellarsi al proprio destino di schiavitù e lottare per riscattare i Ragnicks.
Fuggiti dalle cave, i due si ricongiungono alla loro tribù, momentaneamente guidata da Ibar, e assieme alla giovane Ismene si gettano all'avventura per cercare di liberare Canary e ritrovare il rubino perduto.

## Produzione
The Barbarians è una co-produzione italoamericana tra Cannon Films e Cannon Italia Srl. Nel novembre 1985, The Hollywood Reporter riportò la notizia che lo sceneggiatore James R. Silke stava terminando di scrivere il copione di The Barbarians, e insieme al regista serbo Slobodan Šijan, stava facendo dei sopralluoghi per le location del film. Successivamente, nel luglio 1986 Variety riportò che Šijan era stato sostituito da Ruggero Deodato. Il budget stanziato per il film venne fissato a 2.5 milioni di dollari.
Le riprese principali cominciarono il 4 agosto 1986 a Roma, per poi spostarsi in Abruzzo nell'agosto 1986. La produzione terminò nell'ottobre 1986.